# Conector tipo 2

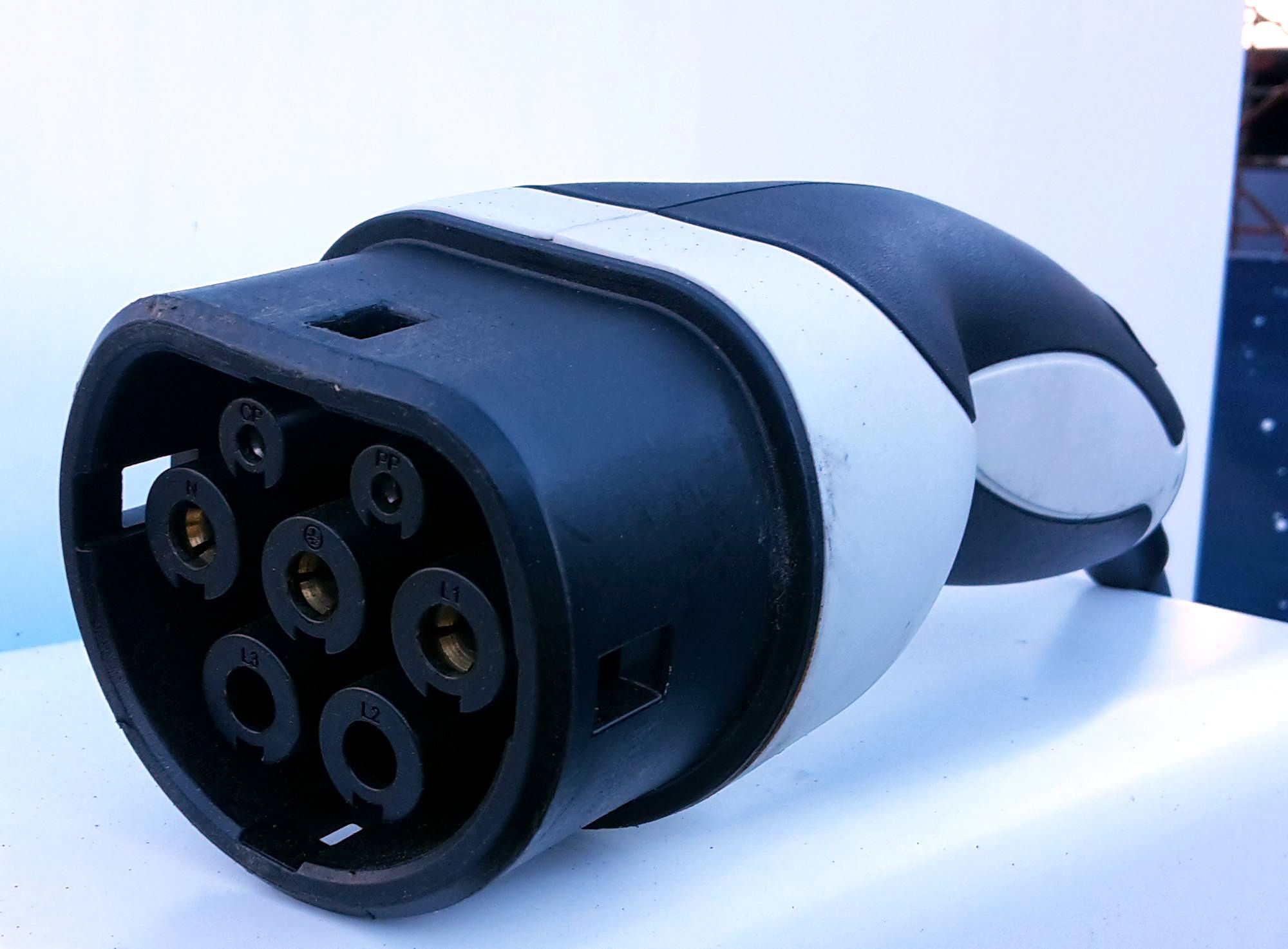
Conector Tipo 2r (hembra Mennekes)

El conector IEC 62196-2 Tipo 2 (generalmente conocido como mennekes o menekes) se utiliza para recargar  coches eléctricos a nivel mundial (en EE. UU. junto con otros).  El conector es circular en su forma, con un  borde superior aplanado y originalmente específico para cargar vehículos eléctricos de batería a 3–50 kilovatios, con un enchufe modificado por Tesla capaz de proporcionar 150 kilovatios en sus Tesla superchargers, tanto en corriente alterna, como en continua. La electricidad se suministra como monofásica o trifásica de corriente alterna (AC) o corriente directa o continua (DC). En enero de 2013, el conector IEC 62196-2 Tipo 2 fue seleccionado por la Comisión europea como enchufe de carga oficial de la Unión Europea. Desde entonces, ha sido adoptado como el conector recomendado en otros países fuera de Europa, incluyendo Nueva Zelanda, Marruecos y norte de África.
Liberado bajo el nombre SAE J3068 es un conector trifásico de CA para Estados Unidos —con Local Interconnect Network (LIN, Red Interconectada Local) para señalización de control basada en IEC 61851-1 Edición 3 Anexo D.
El estándar Guobiao GB/T 20234.2-2015 para recarga de CA de la República Popular de China especifica cables con conectores macho estilo Tipo 2 en ambos extremos, y una entrada hembra en vehículos—el género opuesto al resto del mundo, y con diferente señalización de control.

## Tipos de recarga
Hay tres tipos de carga: Modo 1, Modo 2 y Modo 3. El "Nivel 1",  monofásica, comprende a enchufes domésticos simples, 230 voltios con un máximo de 16 amperios  (IEC 61851 Modo 1) que pueden conectarse a tierra a través del conductor neutro. El "Nivel 2" permite el uso de las conexiones a 230 voltios con un máximo de 32 amperios (IEC 61851 Modo 2) monofásico (a través del conductor neutro) o polifásico, trifásica, (entre conductores). El "Nivel 3" se refiere a la carga rápida en CC de hasta 400 amperios (61851 Modo 4).
| Tipo      | Tensión nominal                               | Fases                                         | Corriente máxima                              | Potencia  |
| --------- | --------------------------------------------- | --------------------------------------------- | --------------------------------------------- | --------- |
| AC Modo 1 | 230 V                                         | Monofásico con conector neutro (L1-N)         | ≤ 13 A                                        | > 03,0 kW |
| AC Modo 1 | 230 V                                         | Monofásico con conector neutro (L1-N)         | ≤ 16 A                                        | > 03,7 kW |
| AC Modo 2 | 230 V                                         | Monofásico con conector neutro (L1-N)         | ≤ 32 A                                        | > 07,4 kW |
| AC Modo 2 | 400 V                                         | Trifásico (L1, L2, L3)                        | ≤ 32 A                                        | > 22,0 kW |
| AC Modo 3 | Mono- y trifásico (a falta de especificación) | Mono- y trifásico (a falta de especificación) | Mono- y trifásico (a falta de especificación) | > 20,0 kW |

| Tipo      | rango de tensiones | Tipo de tensión                            | Corriente máxima | Potencia |
| --------- | ------------------ | ------------------------------------------ | ---------------- | -------- |
| DC Tipo 1 | 200–450 V          | Corriente continua de la estación de carga | 080 A            | 036 kW   |
| DC Tipo 2 | 200–450 V          | Corriente continua de la estación de carga | 200 A            | 090 kW   |
| DC Tipo 3 | 200–600 V          | Corriente continua de la estación de carga | 400 A            | 240 kW   |

## Galería

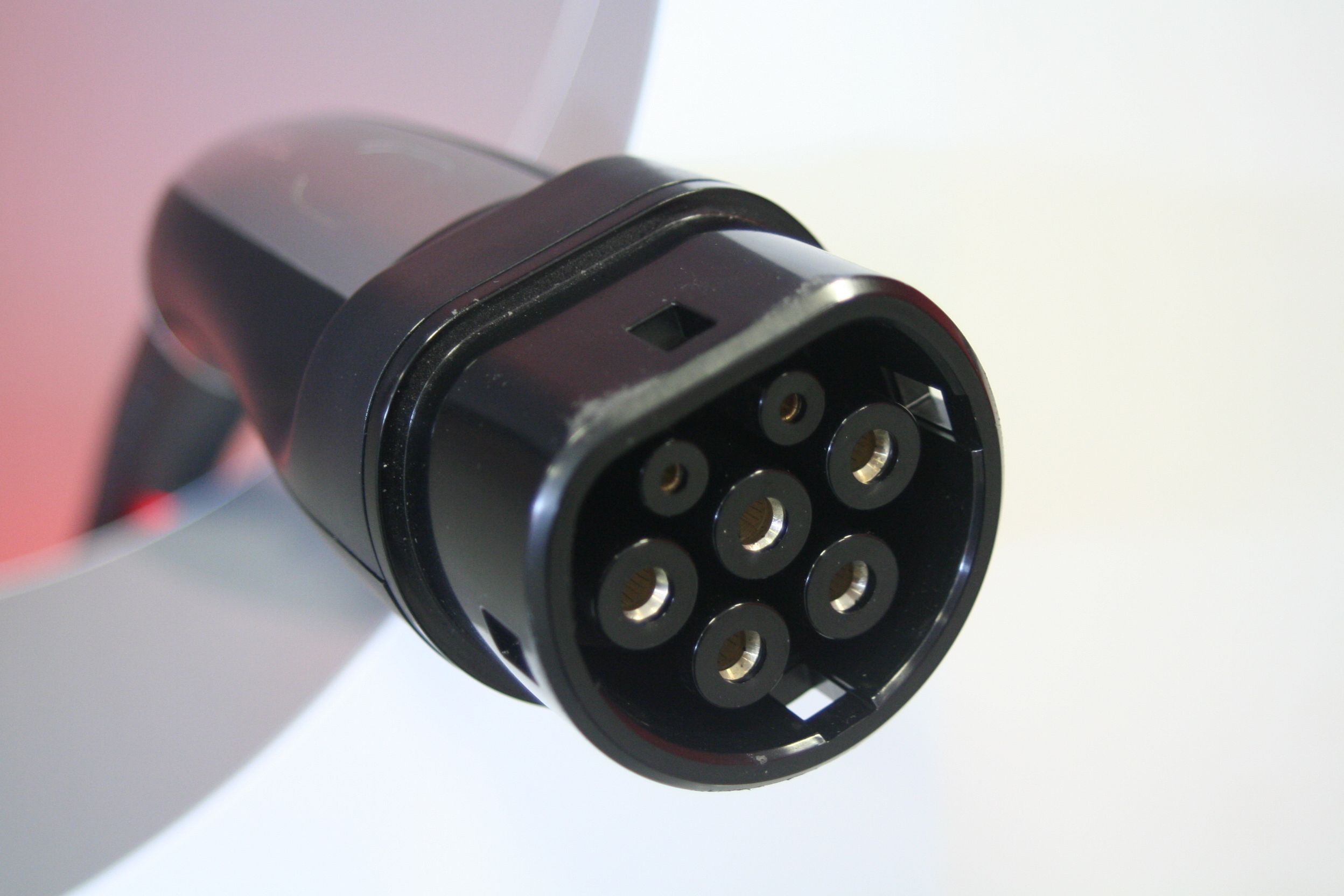
Salida Tipo 2 compatible  encontrados en los Tesla Superchargers en Europa
Varios modos de operación de enchufes Tipo 2
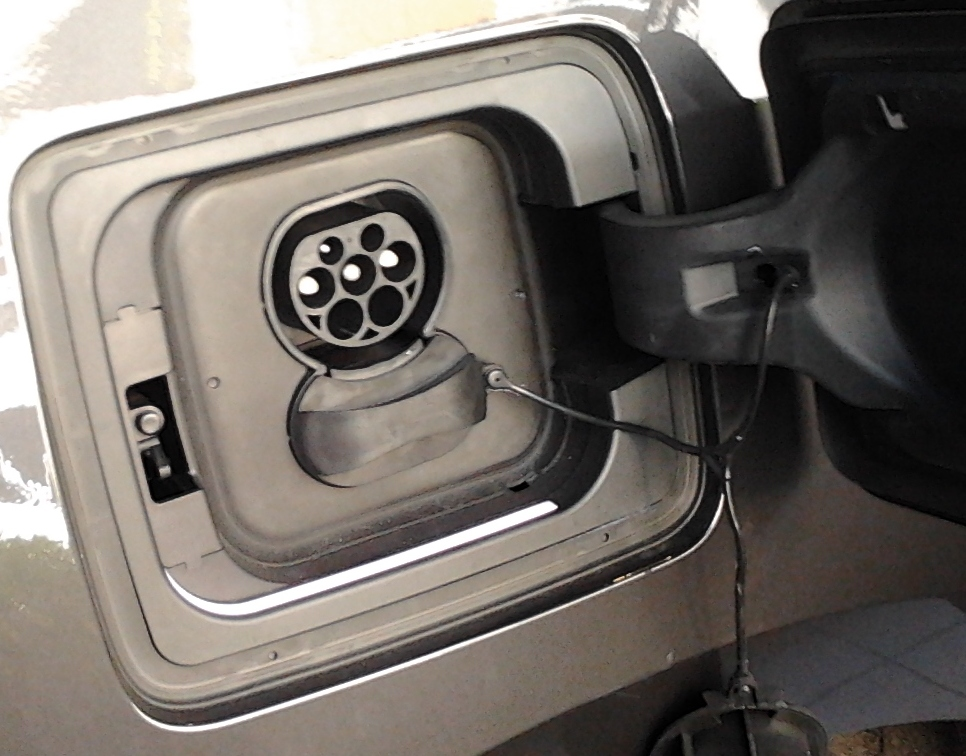
Entrada tipo 2 de vehículo para recarga eléctrica (hembra)
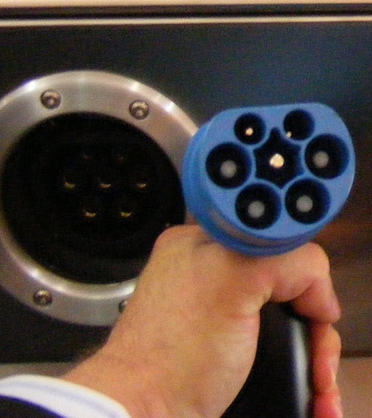
Varias bases de enchufes de salida de estación (hembra) y su correspondiente clavija (macho, color azul).  En PRC (sólo), se utiliza un macho para ambos exteremos de los cables.
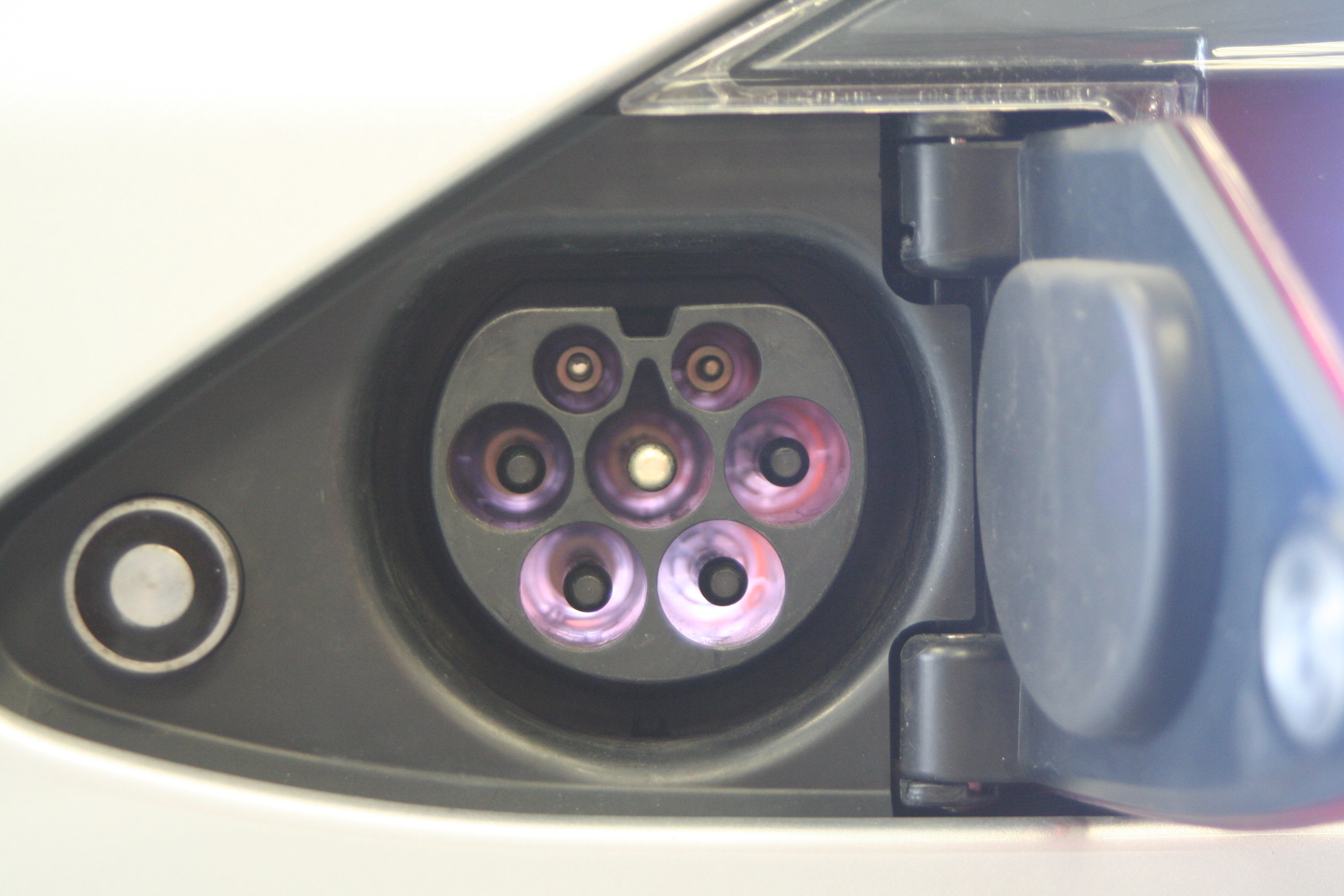
Entrada compatible Tipo 2 de 120 kW en Modelo S europeo de Tesla